# رملين
رَمَلِين (الاسم العلمي: Ramalina)، جنس أشنيات ينتمي إلى فصيلة الرملينيات. تنمو على شكل أغصان مسطحة وتشبه الحزام. يُطلق على أعضاء الجنس اسم الحزازات الشريطيةأو الحزازات الغضروفية.
ينتشر الجنس على نطاق واسع ويحتوي على أكثر من 240 نوعًا.